# Rhinoceros Hunting in Budapest
Rhinoceros Hunting in Budapest je britský film režiséra Michaela Haussmana, který jej natočil podle vlastního scénáře. Premiéru měl 19. ledna 1997 na festivalu Sundance Film Festival. Jeho natáčení probíhalo v Nice, Paříži, Budapešti a Coloradu. Hlavní roli ve filmu hraje Glenn Fitzgerald, který po neúspěšném pokusu o sebevraždu odjel do Francie, aby našel svou bývalou přítelkyni; v dalších rolích pak například Nick Cave a Geoffrey Carey. Hudbu k filmu složil velšský hudebník a hudební skladatel John Cale.

## Obsazení
| Glenn Fitzgerald | Henry  |
| Karine Adrover   | dívka  |
| Ewen Bremner     | Chaz   |
| Ticky Holgado    | muž    |
| Nick Cave        | Jerry  |
| Alexei Sayle     | Beluga |
| Geoffrey Carey   | muž    |
| William Hootkins | muž    |